# Flávio Beck Junior
Flávio Beck Junior, noto come Flávio (Augusto Pestana, 14 marzo 1987), è un ex calciatore brasiliano, di ruolo centrocampista.